# 薩布盧基夫卡
47°7′22″N 33°46′18″E / 47.12278°N 33.77167°E
薩布盧基夫卡（烏克蘭語：Саблуківка），是烏克蘭南部赫爾松州贝里斯拉夫区梅洛韋市鎮内的村落。始建於1794年，面積0.83平方公里，海拔高度92米，2001年人口301，人口密度每平方公里364人。